# 曾国荃祠堂
曾国荃祠堂是清朝著名大臣曾国藩的九弟，湘军将领，湖北巡抚，陕西、山西巡抚，两广总督，两江总督曾国荃的祠堂，建于1910年代，坐落于当时的天津意租界的康特伽利娜道（Via Conte Gallina）（今河北区光复道47号），该建筑目前为河北区重点文物保护单位和一般保护等级历史风貌建筑。现为福楼餐厅。

## 简介
曾国荃祠堂位于河北区自由道与光复道之间，靠近光复道西端，建筑面积1100多平方米。该建筑坐南朝北，地上一层、地下一层，前沿为廊柱式，正面和背面设有台阶。中华人民共和国成立后曾为光复道幼儿园所使用。2005年，天津市人民政府整修时曾出土“曾国荃之墓”碑石，后下落不明。民间相传该建筑为曾国荃后裔所建家祠。2011年初，法国巴黎福楼集团正式决定选址于此，开设天津福楼餐厅。